# سرهی کووالیو
سرهی کووالیو (اوکراینی: Сергій Миколайович Ковальов؛ زادهٔ ۲۱ نوامبر ۱۹۷۱) بازیکن فوتبال اهل اوکراین است.
از باشگاه‌هایی که در آن بازی کرده‌است می‌توان به باشگاه فوتبال شاختار دونتسک اشاره کرد.
وی همچنین در تیم ملی فوتبال اوکراین بازی کرده‌است.